# トレバー・メギル
トレバー・J・メギル（Trevor J. Megill, 1993年12月5日 - ）は、アメリカ合衆国カリフォルニア州ロングビーチ出身のプロ野球選手（投手）。右投左打。MLBのミルウォーキー・ブルワーズ所属。
弟のタイラー・メギルもプロ野球選手（投手）。

## 経歴

### プロ入り前
ロヨラ・メリーマウント大学在学時の2013年にはトミー・ジョン手術を受けている。
翌2014年のMLBドラフト3巡目（全体104位）でセントルイス・カージナルスから指名されたが、この時は契約しなかった。

### プロ入りとパドレス傘下時代
2015年のMLBドラフト7巡目（全体207位）でサンディエゴ・パドレスから指名され、プロ入り。契約後、傘下のルーキー級アリゾナリーグ・パドレスでプロデビュー。A-級トリシティ・ダストデビルズでもプレーし、2球団合計で17試合に登板して2勝0敗1セーブ、防御率3.16、43奪三振を記録した。
2016年は肘の骨棘が原因で全休した。
2017年はルーキー級アリゾナリーグ・パドレス、A-級トリシティ、A+級レイクエルシノア・ストームでプレーし、3球団合計で21試合に先発登板して5勝0敗2セーブ、防御率2.63、44奪三振を記録した。
2018年はルーキー級アリゾナリーグ・パドレス、A+級レイクエルシノア、AA級サンアントニオ・ミッションズでプレーし、3球団合計で25試合に登板して2勝1敗1セーブ、防御率3.35、42奪三振を記録した。
2019年はA+級レイクエルシノア、AA級アマリロ・ソッドプードルズ、AAA級エルパソ・チワワズでプレーし、3球団合計で39試合に登板して2勝2敗6セーブ、防御率3.86、87奪三振を記録した。

### カブス時代
2019年12月12日にルール・ファイブ・ドラフトでシカゴ・カブスから指名され、移籍した。
2020年7月17日に40人枠から外れたことによりルール・ファイブ・ドラフトの規約でパドレスに戻ることになったが、カブスは金銭トレードによって同日中にメギルを再獲得した（返還義務が生じないマイナー契約扱いとなる。）。この年は新型コロナウイルスの影響でマイナーリーグの試合が開催されず、メジャーにも昇格しなかったため、公式戦の登板は無かった。
2021年4月26日にメジャー契約を結んでアクティブ・ロースター入りし、同日のアトランタ・ブレーブス戦でメジャーデビュー。この年メジャーでは28試合に登板して1勝2敗、防御率8.37、30奪三振を記録した。

### ツインズ時代
2021年11月30日にウェイバー公示を経てミネソタ・ツインズへ移籍したが、同日中にノンテンダーFAとなった。その後、28歳の誕生日となる12月5日にツインズとマイナー契約を結んだ。また、12月にはNPBのオリックス・バファローズが新外国人候補にリストアップしているという報道があったが、移籍は実現しなかった。
2022年は開幕を傘下のAAA級セントポール・セインツで迎え、5月21日にメジャー契約を結んでアクティブ・ロースター入りした。このシーズンは39試合に登板し、4勝3敗で防御率4.80という成績であった。
2023年4月25日にDFAとなった。

### ブルワーズ時代
2023年4月30日に金銭または後日発表選手とのトレードでミルウォーキー・ブルワーズに移籍した。この年は31試合に登板して、1勝0敗、防御率3.63、52奪三振を記録した。
2024年は開幕ロースター入りを果たした。この年は2度の故障者リスト入りがあったが、デビン・ウィリアムズ不在の期間はクローザーを務め、シーズン全体では48試合に登板して、1勝3敗21セーブ、防御率2.72、50奪三振を記録した。
2025年はトレードされたデビン・ウィリアムズに代わりにクローザーを任され、フレディ・ペラルタの代替として、自身初のオールスターゲームに選出された。

## 選手としての特徴
| 球種         | 割合 | 平均球速 | 平均球速 | 最高球速 | 最高球速 |
| 球種         | %    | mph      | km/h     | mph      | km/h     |
| ------------ | ---- | -------- | -------- | -------- | -------- |
| フォーシーム | 51.9 | 98.0     | 157.7    | 101.4    | 163.2    |
| カーブ       | 22.6 | 83.3     | 134.1    | 101.4    | 163.2    |
| スライダー   | 10.8 | 88.5     | 142.4    | 101.4    | 163.2    |
| シンカー     | 8.4  | 98.9     | 159.2    | 101.4    | 163.2    |

最速101.4mph（約163.2km/h）の力強い速球に加え、切れ味鋭いカーブを武器としている。

## 詳細情報

### 年度別投手成績
| 年 度    | 球 団    | 登 板 | 先 発 | 完 投 | 完 封 | 無 四 球 | 勝 利 | 敗 戦 | セ 丨 ブ | ホ 丨 ル ド | 勝 率 | 打 者 | 投 球 回 | 被 安 打 | 被 本 塁 打 | 与 四 球 | 敬 遠 | 与 死 球 | 奪 三 振 | 暴 投 | ボ 丨 ク | 失 点 | 自 責 点 | 防 御 率 | W H I P |
| -------- | -------- | ----- | ----- | ----- | ----- | -------- | ----- | ----- | -------- | ----------- | ----- | ----- | -------- | -------- | ----------- | -------- | ----- | -------- | -------- | ----- | -------- | ----- | -------- | -------- | ------- |
| 2021     | CHC      | 28    | 0     | 0     | 0     | 0        | 1     | 2     | 0        | 1           | .333  | 115   | 23.2     | 36       | 7           | 8        | 1     | 1        | 30       | 5     | 0        | 24    | 22       | 8.37     | 1.86    |
| 2022     | MIN      | 39    | 0     | 0     | 0     | 0        | 4     | 3     | 0        | 3           | .571  | 196   | 45.0     | 50       | 4           | 17       | 0     | 1        | 49       | 2     | 0        | 29    | 24       | 4.80     | 1.49    |
| 2023     | MIL      | 31    | 2     | 0     | 0     | 0        | 1     | 0     | 0        | 4           | 1.000 | 148   | 34.2     | 35       | 2           | 12       | 0     | 1        | 52       | 2     | 0        | 14    | 14       | 3.63     | 1.36    |
| 2024     | MIL      | 48    | 0     | 0     | 0     | 0        | 1     | 3     | 21       | 6           | .250  | 183   | 46.1     | 33       | 4           | 14       | 4     | 1        | 50       | 4     | 0        | 16    | 14       | 2.72     | 1.01    |
| MLB：4年 | MLB：4年 | 146   | 2     | 0     | 0     | 0        | 7     | 8     | 21       | 14          | .467  | 642   | 149.2    | 154      | 17          | 51       | 5     | 4        | 181      | 13    | 0        | 83    | 74       | 4.45     | 1.37    |

- 2024年度シーズン終了時

### 年度別守備成績
| 年 度 | 球 団 | 投手（P） | 投手（P） | 投手（P） | 投手（P） | 投手（P） | 投手（P） |
| 年 度 | 球 団 | 試 合     | 刺 殺     | 補 殺     | 失 策     | 併 殺     | 守 備 率  |
| ----- | ----- | --------- | --------- | --------- | --------- | --------- | --------- |
| 2021  | CHC   | 28        | 0         | 4         | 1         | 1         | .800      |
| 2022  | MIN   | 39        | 1         | 2         | 2         | 0         | .600      |
| 2023  | MIL   | 31        | 3         | 2         | 0         | 0         | 1.000     |
| 2024  | MIL   | 48        | 2         | 3         | 0         | 1         | 1.000     |
| MLB   | MLB   | 146       | 6         | 11        | 3         | 2         | .850      |

- 2024年度シーズン終了時

### 記録
- MLBオールスターゲーム選出：1回（2025年）

### 背番号
- 74（2021年）
- 58（2022年）
- 29（2023年 - ）